# ゴーストライダー (映画)
『ゴーストライダー』（Ghost Rider）は、2007年に米国で公開されたマーク・スティーヴン・ジョンソン監督のホラーアクション映画。同年3月3日に日本で公開された
マーベル・コミック社の同名コミック作品『ゴーストライダー』が原作。

## あらすじ
移動サーカスのオートバイスタント芸人だった17歳のジョニー・ブレイズは、肺癌が全身に転移して死に瀕した父親を治すことを条件に、悪魔メフィストフェレスと契約を結んだ。しかし父親は健康な体になった直後に事故死。実は父親の死はメフィストフェレスの呪いだと知り、悲嘆にくれるジョニーは、サーカスも恋人のロクサーヌも捨てて旅に出る。
それから13年が過ぎ、不死身のバイクスタントとして名声を得ていたジョニーは、ケーブルテレビのレポーターとなったロクサーヌと再会する。
その頃、メフィストフェレスの息子ブラックハートが地上に姿を現し、配下の3体の魔物“隠れしもの（ヒドゥン）”を呼び覚ました。息子のブラックハートは父を倒すため、千の悪しき魂を思うままにすることができる「サン・ヴェンガンザの誓約書」を探していた。悪魔にとって恐るべき力の源泉となる「サン・ヴェンガンザの誓約書」は、その強大な力をメフィストフェレスに渡すことを拒んだ先代のゴーストライダーによっていずこかに持ち去られ、行方不明となっていたのだ。
再びジョニーの前に現れたメフィストフェレスは、悪魔の契約からの解放を条件にブラックハートを滅ぼすことを命令する。こうして、父の形見のバイクとジョニーの肉体を地獄の炎が包み、燃える髑髏の顔を持つゴーストライダーが誕生した。

## 能力
地獄の炎（ヘルファイア）
ゴーストライダーの全身を包む灼熱の業火。銃弾などの攻撃を防ぐ防御力と悪魔をも燃やすことができる攻撃力を併せ持つ。チェーンなどにこの炎を帯びさせることで自在に操ることができる。
贖罪の目（ペナンス・ステア）
ゴーストライダー最大の武器。燃える眼窩を見つめると、自らが犯した全ての悪事と他人に与えた全ての苦痛が本人に舞い戻り、過去の罪を悔い改めさせる。悪魔のように魂を持たない相手には効き目が無い。
ヘルバイク
父の形見のハーレー・ダビッドソン・グレイスが、ゴーストライダーの変身に感応して、炎の車輪を持ち、車体各部から炎を吹き上げる姿に変化する。垂直の壁面や水面も走ることができるが、飛行能力はない。ゴーストライダーは口笛で呼び寄せることができる。

## キャスト
※括弧内は日本語吹替
- ジョニー・ブレイズ / ゴーストライダー - ニコラス・ケイジ（大塚明夫）、青春期 - マット・ロング（川中子雅人）

職業はバイクスタント。元は移動サーカスのオートバイスタント芸人。契約により超人的な肉体で危ないスタントをこなし人気を得ている。しかし、更なる事件に巻き込まれメフィストによりゴーストライダーとして覚醒させられる。
- ロクサーヌ・シンプソン - エヴァ・メンデス（佐藤あかり）、青春期 - ラクエル・アレッシ（佐藤あかり）

ジョニーの恋人。現在はケーブルテレビのリポーター。自分を捨てたジョニーには当初は良い印象を抱いていなかったが内心では愛憎反する思いを抱いている。
- ブラックハート - ウェス・ベントリー（伊藤健太郎）

メフィストフェレスの息子。悪魔だけあり超常的な力を持つ。
- カーター・スレイド / ケアテイカー / 先代ゴーストライダー - サム・エリオット（小林清志）

ジョニーと出会った老人。元は騎馬警官で現在は墓守。ゴーストライダーに詳しい。実はゴーストライダーの一人であり、正体をジョニーに告げた後に一緒に走り、天に召される。
- マック - ドナル・ローグ（石住昭彦）

ジョニーの友人。ラッキーという犬を飼っている。危ないスタントをするジョニーを心配している。
ロクサーヌが表れたせいでトラブルが続いたと思い込んでいる。
- メフィストフェレス - ピーター・フォンダ（有本欽隆）

バートンが肺癌が全身に転移して死に瀕し、それを治すことを条件にジェニーと契約した。
数年後、息子の陰謀を阻止するためにジョニーに協力を求める。
- バートン・ブレイズ - ブレット・カレン（水内清光）

ジョニーの父親。
ガンに侵され、これを治すために息子のジョニーはメフィストフェレスと契約するが、翌日事故で命を失う。
- 地のグレジル - ローレンス・ブルース

敵役の三人組（ヒドゥン）の一人。大型トラックを運転することができる。最初にゴーストライダーに倒される。
- 水のワロウ - ダニエル・フレデリクセン

敵役の三人組（ヒドゥン）の一人。体を水（液体）に変えることができる。最後にゴーストライダーに倒される。
- 風のアビゴール - マシュー・ウィルキンソン

敵役の三人組（ヒドゥン）の一人。体を風（気体）に変えることができる。2番目にゴーストライダーに倒される。

## スタッフ
- 監督・原案・脚本：マーク・スティーヴン・ジョンソン
- 製作：アヴィ・アラッド、マイケル・デ・ルカ、ゲイリー・フォスター、スティーヴン・ポール
- 製作総指揮：スタン・リー、ノーマン・ゴライトリー、デヴィッド・S・ゴイヤー、E・ベネット・ウォルシュ、アリ・アラッド、リンウッド・スピンクス
- 撮影：ラッセル・ボイド
- 衣装デザイン：リジー・ガーディナー
- 編集：リチャード・フランシス＝ブルース
- 音楽：クリストファー・ヤング
- 主題歌：ゴースト・ライダーズ・イン・ザ・スカイ

## 評価
レビュー・アグリゲーターのRotten Tomatoesでは139件のレビューで支持率は26%、平均点は4.20/10となった。Metacriticでは20件のレビューを基に加重平均値が35/100となった。

## その他
- ジョニーのハーレーは、『イージー・ライダー』でピーター・フォンダ演ずるワイアットの愛車の精巧なレプリカである[4]。劇中でもメフィストがジョニーのハーレーを「いいバイクだ」と感想を述べるシーンがある。
- ピーター・フォンダが出演依頼を受けたのは撮影開始の直前（クランクインが2月17日、出演依頼を受けたのは2月12日）であった。フォンダの起用はニコラス・ケイジの発案である[5]。

## ノベライズ
- 「ゴーストライダー」（編訳：高橋結花、メディアファクトリー）ISBN 4-8401-1806-X